# Trychosis insularis
Trychosis insularis är en stekelart som beskrevs av Rossem 1989. Trychosis insularis ingår i släktet Trychosis och familjen brokparasitsteklar. Inga underarter finns listade i Catalogue of Life.